# 1453 Fennia
Fennia (asteróide 1453) é um asteróide da cintura principal com um diâmetro de 7,23 quilómetros, a 1,8434611 UA. Possui uma excentricidade de 0,0282511 e um período orbital de 954,33 dias (2,61 anos).
Fennia tem uma velocidade orbital média de 21,62483394 km/s e uma inclinação de 23,67285º.
Esse asteróide foi descoberto em 8 de Março de 1938 por Yrjö Väisälä.